# Fibrolithbeil

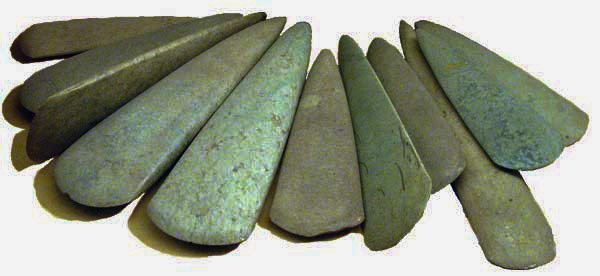
Steinbeile aus Fibrolith und Jadeit; Depot von Bénon, bei Arzon, Département Morbihan, Frankreich

Das neolithische Fibrolithbeil ist ein Steinbeil aus einer seltenen Sillimanitgesteinsart. Fibrolithbeile sind neben solchen aus Dolerit, Hornblende und den Pyroxenen Jadeit und Eklogit, in der Bretagne sehr verbreitet.
- Die Fibrolithbeile im Département Morbihan stammen aus dem Doleritsteinbruch von Plussulien oder Sélédun Quelfenne, südlich von Plussulien.
- Die Steinbeile aus dem Département Finistère nördlich von Brest stammen, soweit untersucht, aus kleinen lokalen Aufschlüssen.

Abgesehen von den besonderen Flachbeilen aus den großen Hügelgräbern von Carnac handelt es sich um mittelgroße, flache, spitznackige Beile und kleinere bis sehr kleine Geräte. Einige von ihnen waren als Anhänger ausgelegt und durchlocht, wurden also als Talisman verwendet. Das Gestein ist aufgrund seiner Härte und Dichte schwer zu bearbeiten. Die Verbreitung des Fibrolith ist in der Nähe der Abbaugebiete am größten, wo bis zu 25 % der Beile aus diesem Material bestehen. Außerhalb dieser Gebiete liegt ihr Anteil bei maximal 5 %. Fibrolithbeile waren aufgrund ihrer Härte und Elastizität sicher Qualitätsgeräte.
Im Tumulus Mané-er-Hroek (Morbihan) waren einer bestatteten Person 90 Fibrolith- und elf alpine Jadeitbeile mitgegeben worden.